# Young Machetes
Young Machetes ist das fünfte Studioalbum der US-amerikanischen Post-Hardcore-Band The Blood Brothers und das letzte vor ihrer Auflösung 2007.
Es wurde im Oktober 2006 veröffentlicht und erreichte in den USA Platz 92 der Billboard-200-Charts. Das Album erschien auch in einer Sonderedition auf verschiedenfarbigem Vinyl.
Während Johnny Whitney und Cody Votolato mittlerweile bei Jaguar Love spielen, machen die anderen drei Mitglieder als Past Lives weiter.

## Rezension
Das Album wurde von der Kritik unterschiedlich beurteilt. Während beispielsweise Laut.de das Album mit vier von fünf Punkten bewertete und als „absolut unverhältnismäßiges Meisterwerk in Sachen Energie und Kunstfertigkeit“ lobte, gab der englischsprachige Rolling Stone lediglich zwei von fünf Punkten.

## Trackliste
1. Set Fire to the Face on Fire – 2:19
2. We Ride Skeletal Lightning – 3:22
3. Laser Life – 2:44
4. Camouflage, Camouflage – 4:54
5. You’re the Dream, Unicorn! – 2:18
6. Vital Beach – 2:35
7. Spit Shine Your Black Clouds – 4:20
8. 1, 2, 3, 4 Guitars – 3:35
9. Lift the Veil, Kiss the Tank – 4:05
10. Nausea Shreds Yr Head – 2:10
11. Rat Rider – 2:03
12. Johnny Ripper – 2:39
13. Huge Gold AK-47 – 2:31
14. Street Wars/Exotic Foxholes – 5:31
15. Giant Swan – 5:51

## Singles
Die Songs Laser Life (2006) und Set Fire to the Face on Fire (2007) wurden als Single ausgekoppelt, erreichten jedoch keine vorderen Platzierungen in den Singlecharts.